# Lasianthus coffeoides
Lasianthus coffeoides là một loài thực vật có hoa trong họ Thiến thảo. Loài này được Fyson mô tả khoa học đầu tiên năm 1914.